# Natasha Kuchiki
Natasha Maria Hanako Kuchiki (Burbank, 28 ottobre 1976) è un'ex pattinatrice artistica su ghiaccio statunitense, specializzata nel pattinaggio artistico su ghiaccio a coppie.

## Palmarès

### Individuale femminile
| Evento                            | 1993 |
| --------------------------------- | ---- |
| Campionati nazionali statunitensi | 12°  |

### Coppie con Todd Sand
| Internazionali            | Internazionali | Internazionali | Internazionali |
| Evento                    | 1989–90        | 1990–91        | 1991–92        |
| ------------------------- | -------------- | -------------- | -------------- |
| Giochi olimpici invernali |                |                | 6*             |
| Campionati mondiali       | 11°            | 3°             | 8°             |
| Skate America             |                | 4°             | 6°             |
| NHK Trophy                |                | 5°             |                |
| Skate Canada              | 5°             |                |                |
| Nazionali                 |                |                |                |
| Campionati statunitensi   | 2°             | 1°             | 3°             |

### Coppie con Rocky Marval
| Evento                            | 1994 |
| --------------------------------- | ---- |
| Campionati nezionali statunitensi | 4°   |